# Alí Muhammad an-Nimr
Alí Muhammad an-Nimr (* 20. prosince 1994) je Saúdský Arab, který byl v roce 2011 coby sedmnáctiletý zadržen za účast na protestní demonstraci. Nyní mu podle islámského práva šaría hrozí stětí hlavy, přičemž následně má být jeho bezhlavé tělo ukřižováno. Nejvyšší soud zamítl jeho odvolání. Konečné slovo bude mít saúdskoarabský král Salmán bin Abd al-Azíz.
Jeho matka se obrátila se žádostí o pomoc na amerického prezidenta Baracka Obamu. Proti popravě mladíka protestovali někteří evropští politici, např. britský premiér David Cameron, francouzský prezident François Hollande nebo francouzský premiér Manuel Valls. Na jeho obranu vystoupila lidskoprávní organizace Amnesty International.

## Zatčení
Alí Muhammad byl zatčen 12. února 2012, když jel na kole ze školy. Policie jej údajně srazila svým autem, čímž mu způsobila několik zlomenin. Jeho obvinění však tehdy nebyla tak závažná jako později. Téhož roku v červenci však policie zatkla jeho strýce, šíitského duchovního Nimra Bákira an-Nimra. Jeho kázání se tou dobou radikalizovala a neváhal nazvat tehdejšího korunního prince, dnešního saúdského krále Salmána bin Abd al-Azíze tyranem, zorganizoval petici požadující pro menšinové šíitské věřící stejná práva jako pro většinové sunnity a vyhrožoval odtržením východní části Saúdské Arábie.
Alího obvinění, sestávající z neloajality k panovníkovi, účasti na demonstraci a používání mobilního telefonu k podněcování účasti dalších osob v protestech, bylo rozšířeno o obvinění z ukrývání uprchlíků a útoku na policii Molotovovými koktejly a kameny.

## Propuštění
Začátkem února 2021 bylo odsouzení Alího Muhammada an-Nimra změněno na trest odnětí svobody na 10 let. Stalo se tak po výnosu vydaném králem Salmánem v dubnu 2020, podle kterého Saúdská Arábie skončila s popravami nezletilých. 27. října 2021 byl Ali al-Nimr propuštěn z vězení.